# Danse funèbre
Pour plus de détails, voir Fiche technique et Distribution.
Danse funèbre (Danse avec la mort en France ; Dance Night Obsession) est un thriller indépendant américain réalisé par Harvey Lowry, sorti en 2016.

## Synopsis
Une jeune femme, dont la sœur jumelle a été assassinée, fait tout pour trouver le coupable, y compris jusqu'à infiltrer une grande compétition de danse.

## Fiche technique
- Titre original : Dance Night Obsession
- Titre belge : Danse funèbre
- Titre français : Danse avec la mort
- Réalisation : Harvey Lowry
- Scénario : Christine Conradt
- Direction artistique : Lydia Graboski-Bauer
- Photographie : Ben Demaree
- Montage : Christopher Kinsman
- Musique : Steve Yeaman
- Production : Chris Lancey
- Société de production : Creative Arts Entertainment Group Inc., CJL Film Group et Red Thread Pictures
- Société de distribution : N/A
- Pays d’origine :  États-Unis
- Langue originale : anglais
- Format : couleur
- Genre : thriller
- Durée : 94 minutes
- Dates de sortie :
  - États-Unis : 2016 (au cinéma)
  - Belgique : 29 juin 2019
  - France : 19 juillet 2019

## Distribution
- Antonio Sabàto, Jr. (VF : Damien Boisseau) : Miguel
- Sabrina Bryan (VF : Mélissa Windal) : Kate
- David Blue (VF : Grégory Praet) : Tony
- Brody Hutzler (VF : Franck Dacquin) : Quinn
- Chet Grissom : Warren
- Sam Clark : l’officier Kirby
- Drew Gallagher : le beau gosse qui danse
- Jonathan Stanley : Dan

## Accueil
Le film sort en 2016 dans les salles aux États-Unis. Sans parvenir aux grands écrans, il est diffusé le 29 juin 2019 en Belgique et le 19 juillet 2019 en France.
Il obtient une première diffusion à la télévision le 2 février 2018 sous le nom Danse funèbre[Où ?], avant d’être disponible officiellement et légalement en location sur YouTube, sous le nom Danse avec la mort.